# Rubus thomsonii
Rubus thomsonii är en rosväxtart som beskrevs av Wilhelm Olbers Focke. Rubus thomsonii ingår i släktet rubusar, och familjen rosväxter. Inga underarter finns listade i Catalogue of Life.